# Wellesley River
Der Wellesley River ist ein Fluss im Südwesten des australischen Bundesstaates Western Australia.

## Geografie
Der Fluss entspringt etwa sechs Kilometer nordwestlich von Benger. Von dort fließt er nach Süden, wo er ungefähr acht Kilometer nordöstlich von Australind in den Brunswick River mündet.